# Stubberup (Lolland)
Stubberup er en lille landsby på det sydøstlige Lolland. Landsbyen ligger i Guldborgsund Kommune og tilhører Region Sjælland.

## Historie

### Navn
Stubberups navn antages at være dannet af forleddet stub i betydningen "Et område med tilbageværende træstubbe efter en skovrydning" og efterleddet torp, der betegner en "udflytterbebyggelse", altså ”Udflytterstedet i området med træstubbe”. Forledet kan dog også være et sjældent mandsnavn Stubbi. Torpnavne stammer fra tiden omkring år 950 og nogle hundrede år frem, afhængigt af stedlige forhold.

### Tidlig historie
Stubberup omtales første gang i skriftlige kilder 1466, men er antagelig mere end 200 år ældre.
Landsbyen ligger ganske tæt på Østersøen ved en vig lige øst for Nysted og kongeborgen Aalholm. Til tider var det farligt at bo for tæt på kysten, men til gengæld kunne man fra landsbyens strand drive fiskeri som en ekstra indtægtskilde ved siden af landbruget.
Allerede 1699 omtales en skole i byen. I 1742 er der udnævnt en skoleholder. Også 1760 findes skole her. En første sogneskole lå på en markvej mellem Stubberup og Ålholm.

### Nyere tid
I nyere tid har havnen været brugt som udskibningshavn for roer til sukkerfabrikken i Nykøbing Falster, men nu benyttes den lille bådehavn mest af fritidssejlere.
Der blev etableret en skole på Stubberupvej nr. 9, emn den blev nedlagt 1963. Bygningen eksisterer stadig.
Der har været en brugs i byen, men den er nedlagt. Til gengæld blev der i 1970’erne bygget et feriecenter, som i 1979 blev overtaget af det schweiziske selskab Hapimag, der har 140.000 medlemmer og ca. 57 feriecentre i både Europa, Afrika og USA.
Lige nord for landsbyen ligger en lille højmose (fredet 1938), Stubberup Mose, som dog er gået i kraftigt forfald på trods af fredningen. Der fører en gangsti frem til kanten af mosen fra Egholmvej.

## Administrativt/kirkeligt tilhørsforhold

### Tidligere
- Musse Herred, Ålholm Len, Ålholm Amt, Maribo Amt, Storstrøms Amt, Herritslev sognekommune, Nysted Kommune
- Fyens Stift

### Nuværende
- Region Sjælland, Guldborgsund Kommune
- Lolland-Falsters Stift, Lolland Østre Provsti, Døllefjelde-Musse-Herritslev Pastorat, Herritslev Sogn

## Andre forhold
Børnebogsforfatteren Robert Fisker skrev en serie bøger om drengen Mikkel Ravn, som boede i Stubberup, og som i det første bind måtte flygte ud på havet i en lille båd, hvor han overraskes af dårligt vejr. Han samles op af et større skib, der tager ham med til sildemarkedet i Skanør. Senere flakker han rundt i 1300-tallets Danmark og møder mange farer, bl.a Den sorte død, som han dog overlever.

## Galleri
- Stubberup set fra nordøst
- Stubberup
- Bindingsværkshus fra Stubberup